# オーヴェルニュの歌

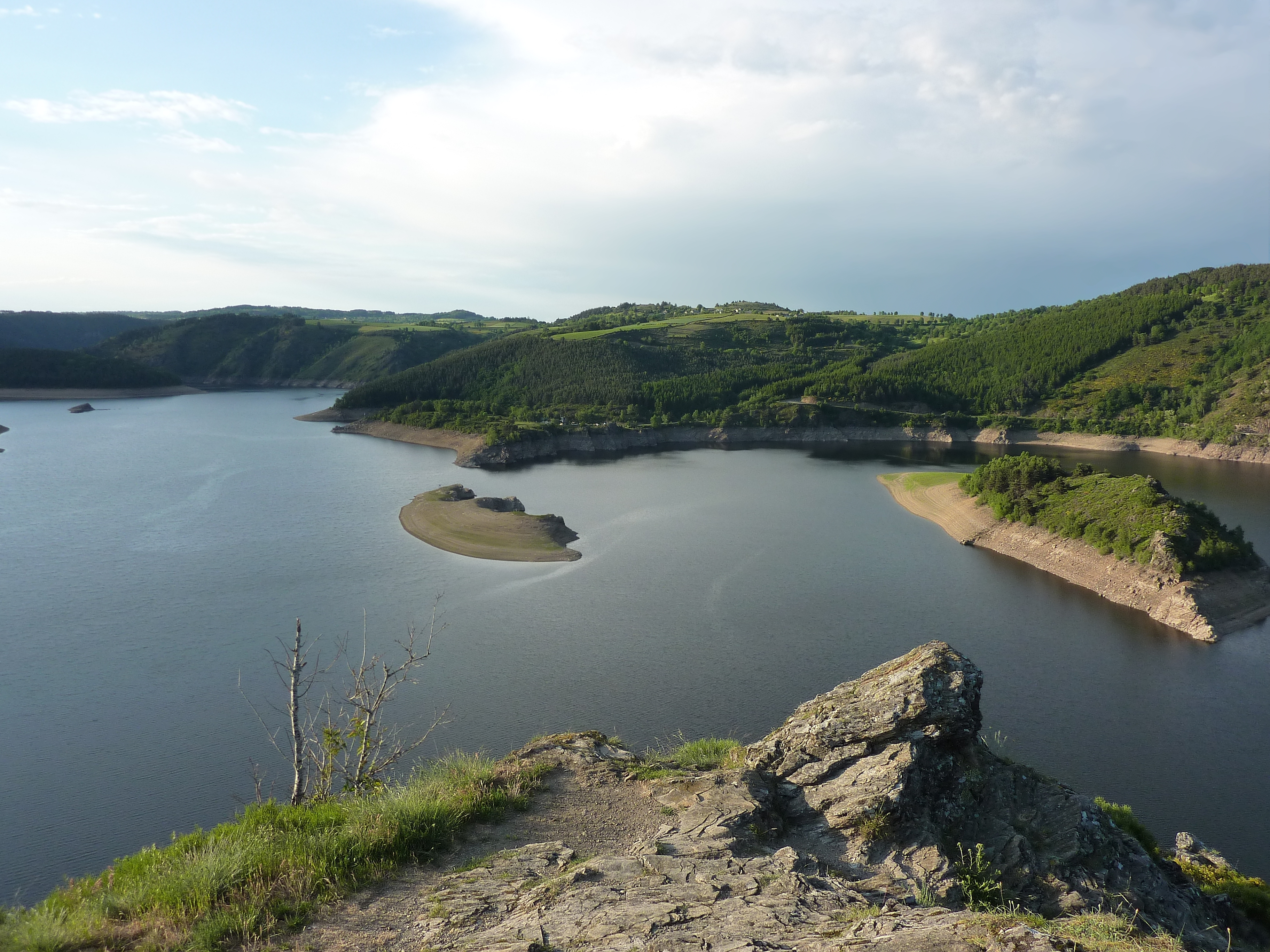
カンタル県のグランヴァル湖

『オーヴェルニュの歌』（フランス語: Chants d'Auvergne）は、ジョゼフ・カントルーブが1923年から1930年にかけて、故郷であるオーヴェルニュ地方の民謡を管弦楽伴奏歌曲の体裁に編曲した歌曲集である。ソプラノ独唱で歌われることが圧倒的に多いが、ジェラール・スゼーもレパートリーに入れていた。歌詞はオック語のままである。最初の録音は、抜粋版ながらも、早くも1930年にマドレーヌ・グレイの独唱によって行われ、初の全曲録音は1962年頃に行われたダヴラツ盤である。

## 概要

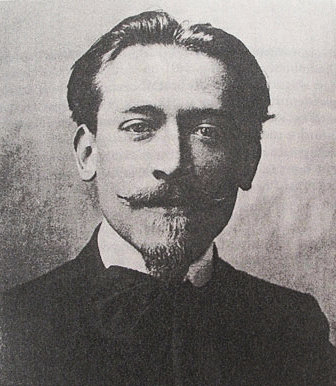
1905年頃のカントルーブ

オーヴェルニュの東南端の山地、アンノネに育ったカントルーブは、パリに上京してヴァンサン・ダンディに師事、ダンディ風の色彩感豊かな管弦楽曲を得意とするようになるとともに、早くから故郷の民謡の収集・研究にはげみ、1907年に「オーヴェルニュ高地とケルシー高地の民謡」（2巻）を発表、その後も「5つの農民の歌」、「続農民の歌」、「オーヴェルニュ高地の宗教歌」などを刊行し、オーヴェルニュからバスク地方にかけての南仏一帯の民俗音楽の権威と目されるようになった。そのカントルーブが1924年に発表したのがこの「オーヴェルニュの歌」である。オーヴェルニュ地方の民謡は、歌謡だけのグランド（Grandes）と踊りを伴うブーレーから成り、羊飼いか貧しい農民、特に前者の生活を主題とするものが大半を占める点に特徴がある。原曲は羊飼いの笛やハーディ・ガーディ、バグパイプといった単純な楽器を伴奏とするが、カントルーブはその特色を残しながらも、上述したダンディの影響の下、色彩感あふれるオーケストレーションを施して編曲している。

## 楽曲

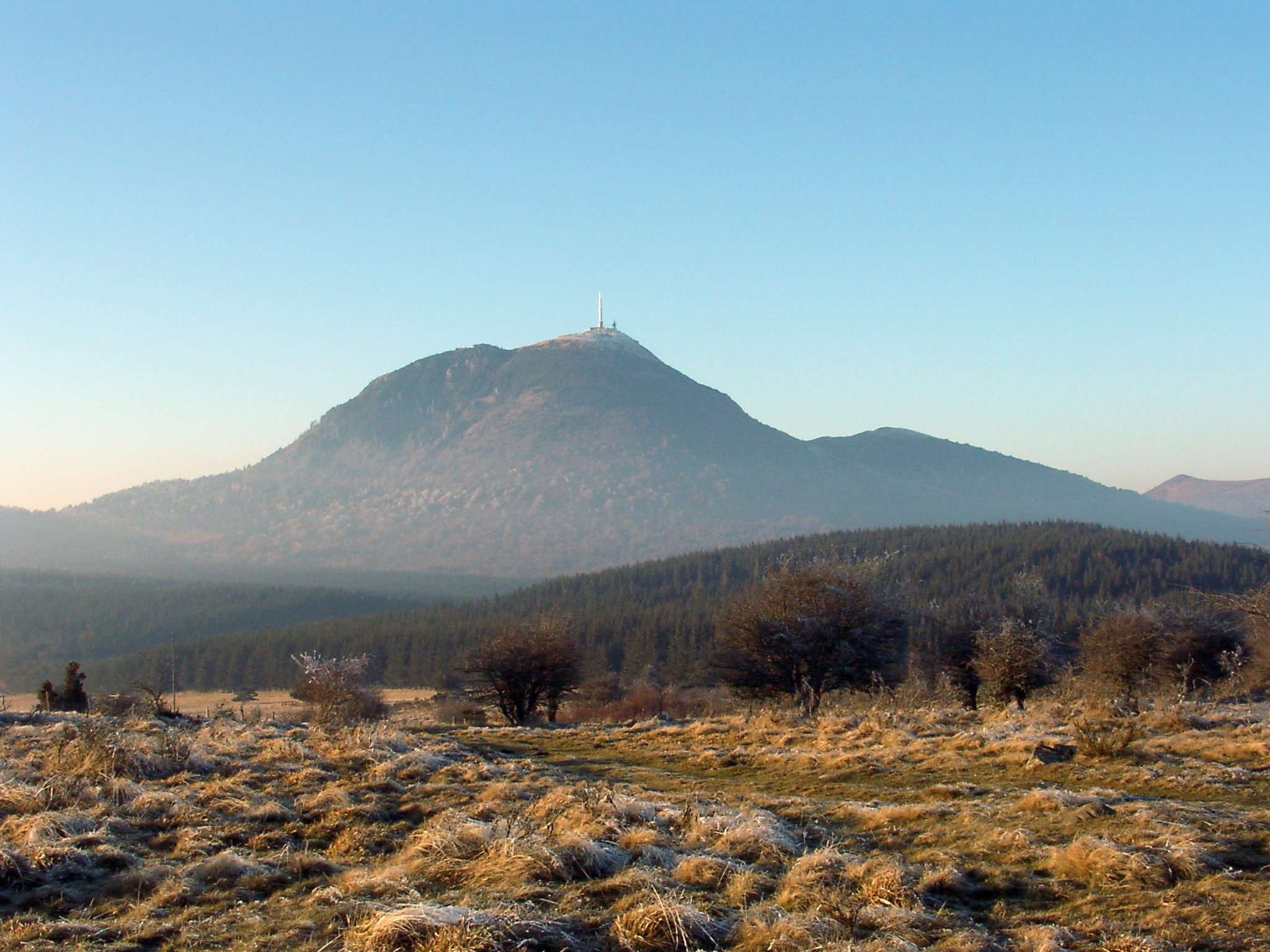
ピュイ・ド・ドーム

『ラルース世界音楽事典』では「地方の豊かな民衆音楽の収集と言う点で、中央ヨーロッパでバルトークが行ったものに比肩される。フランスでは稀な試みのひとつである。カントルーブはフランス各地の民衆音楽集を発表したが、ここでは本来単旋律で全音階的な民謡に、簡潔で古風な旋法的な和声付けではなく、ドビュッシーに近い複雑で洗練された書法によって伴奏をつけている」と解説している。
濱田滋郎によれば、本作の管弦楽には「たいへん適切な楽器用法、筆致の確かさをそなえた美しいものである。－中略－半音階風の動き、不協和音などのアイディアが随所に散りばめられて、効果を上げる。オーヴェルニュ地方の風光、そこに伝わる歌の魂が、カントルーブという音の詩人の感受性を通して、生き生きと再現されているのである。この意味で『オーヴェルニュの歌』は単なる古謡の編曲ではなく、立派な創作として賞味できるだけの内容を備えているのである」。

## 初演と出版
初演は1924年のコンセール・コロンヌの演奏会で、同年にユージェル社から最初の2集（8曲）が出版され、少し遅れて第3集（5曲）が、1930年に第4集（6曲）が、死の2年前の1955年に第5集（8曲）が出版され、全27曲の構成となった。

## 収録曲

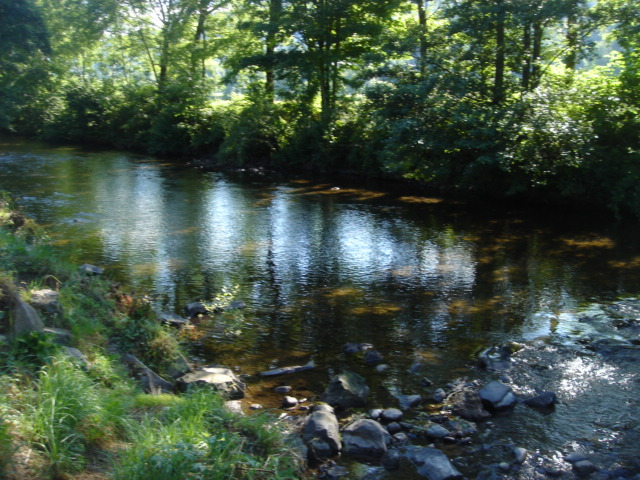
ヴィックを流れるセール川

中でも第1集の《バイレロ》が名高く、第4集の《牧歌》は《バイレロ》に関連付けられている。

### 第1集
1. 野原の羊飼いのおとめ “La pastoura als camps (La bergère aux champs)”
ロット県ベニヤック地方の民謡。
2. バイレロ （オート＝オーヴェルニュの羊飼いの唄）“Baïlèro (Chant de bergers de Haute-Auvergne)”
カンタル県ヴィック＝シュル＝セール地方の民謡。
3. 3つのブーレ “Trois bourrées”
  1. 泉の水 “L'aio de rotso (L'eau de source)”
高オーベルニュ地方のカンタル県プィ・ヴィオラン・ア・コランドレスのブーレー。
  2. どこに羊を放そうか “Ound'onoren gorda ? (Ou irons-nous garder?)”
カンタル県オーリヤックのブーレー。
  3. あちらのリムーザンに “Obal, din lou limouzi (La-bas dans le limousin)”
カンタル県モール周辺で祭日に歌い踊られるブーレー。

### 第2集

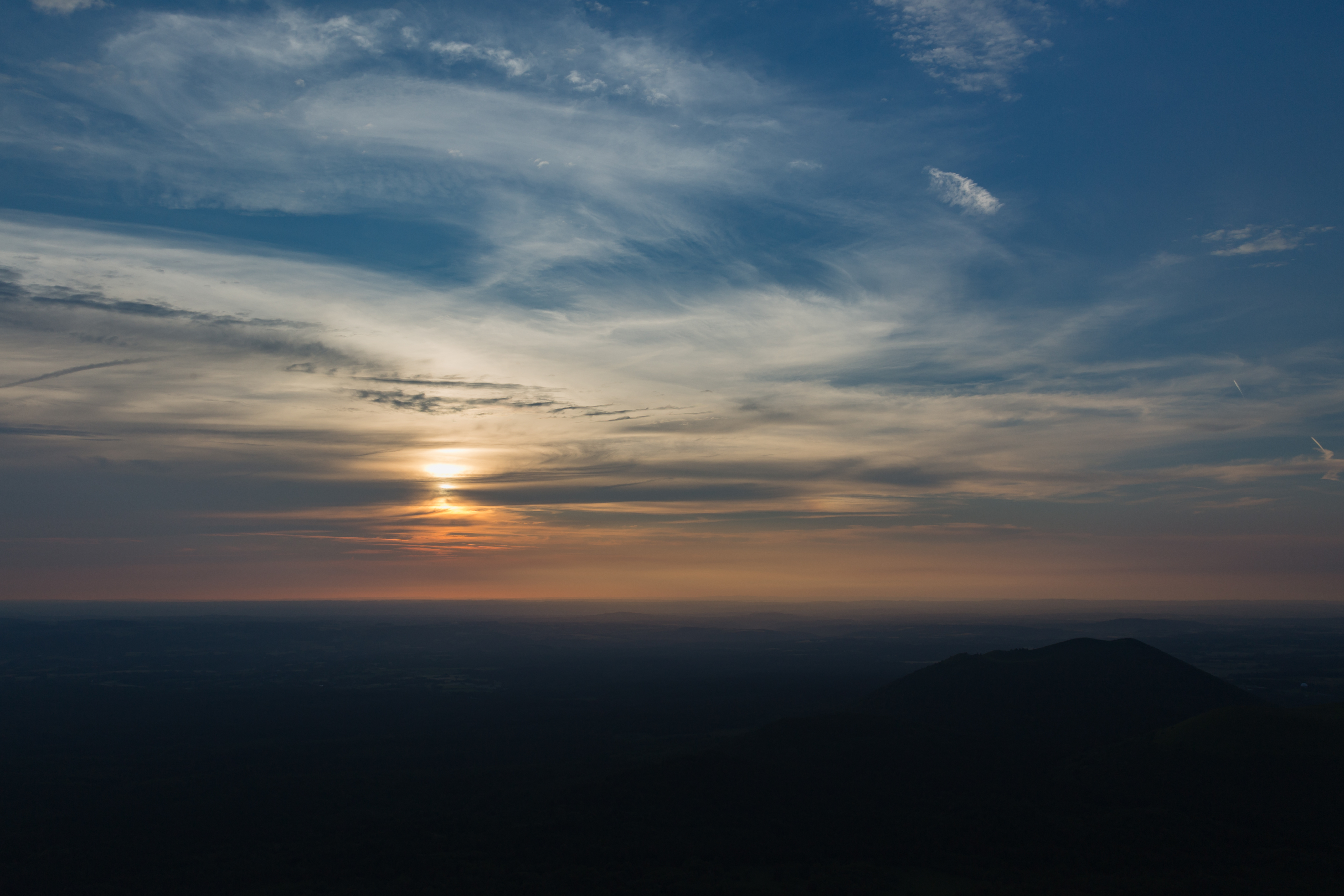
オーヴェルニュの夕暮れ、ピュイ・ド・ドームからの眺め

1. 羊飼いのおとめ “Pastourelle”
2. アントゥエノ “L'Antouèno (L'Antoine)”
3. 羊飼いのおとめと若旦那 “La pastrouletta e lou chibalie (La bergère et le cavalier)”
4. 捨てられた女 “La delaïssádo (La delaissée)”

　「孤独な羊飼い娘を歌って、哀切さが胸にしみる素晴らしい旋律であり、またオーケストレーションである。
　とりわけ、冒頭の木管合奏は印象的。この1曲だけでも『オーヴェルニュの歌』は不朽、とすら思わせるものがある」。
1. 2つのブーレ “Deux bourrées”
  1. わたしには恋人がいない “N'ai pas ieu de mio (Je n'ai pas d'amie)”
  2. うずら “Lo calhe (La caille)”

### 第3集

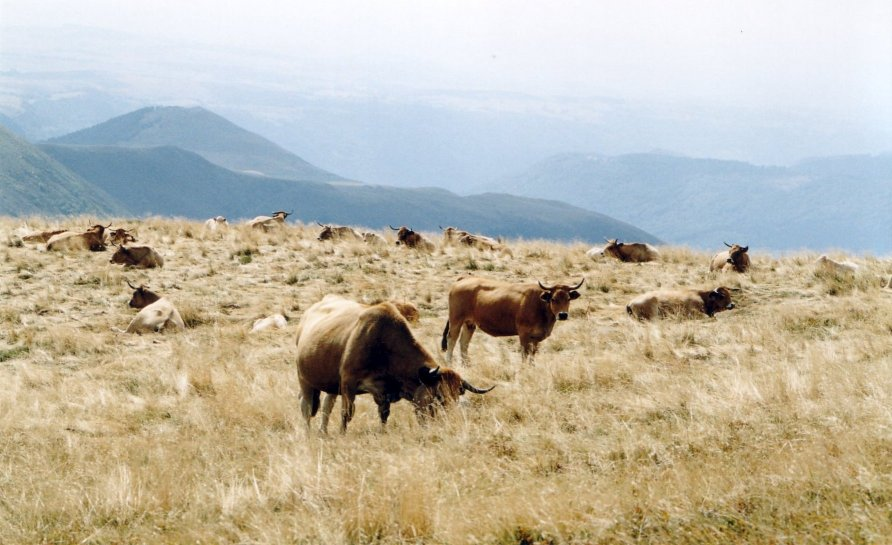
プロン・ジュ・カンタル山の牛

1. 紡ぎ女 “Lo fiolairé (La fileuse)”
2. 草原を通っておいで “Passo pel prat (Viens par le pré)”
オーヴェルニュ地方の典型的なグランド。
3. せむし “Lou boussu (Le bossu)”
4. 子守唄 “Brezairola (Berceuse)”
5. 女房持ちは可哀そう “Malurous qu'o uno fenno”

### 第4集
1. ミラベル橋のほとりで “Jou l'Pount d'o Mirabel (Au Pont de Mirabel)”
2. オイ、アヤイ! “Oï, ayaï”
3. 子供をあやす歌 “Pour l'enfant”
4. チュー、チュー “Chut, chut”
5. 牧歌 “Pastorale”
6. カッコウ “Lou coucut”

### 第5集

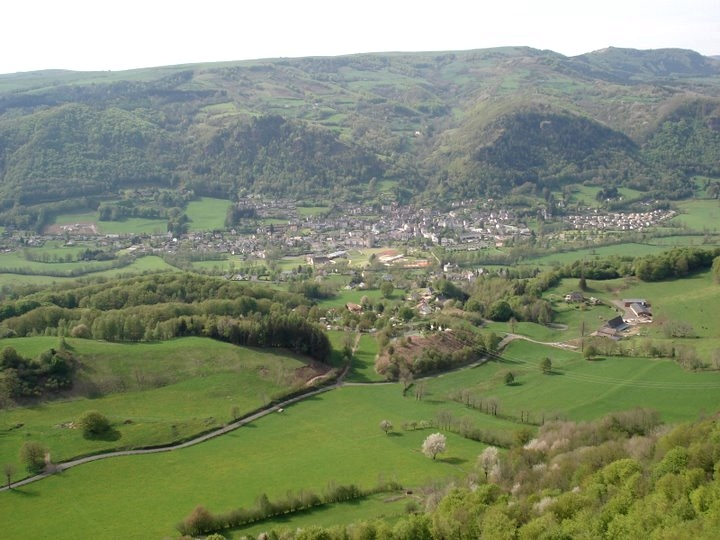
オーヴェルニュの風景

1. むこうの谷間に “Obal, din lo coumbèlo (Au loin, la-bas dans la vallée)”
オーヴェルニュ高地の収穫の歌。
2. わたしが小さかった頃 “Quan z'eyro petitoune (Lorsque j'étais petite)”
オーヴェルニュ低地の歌。
3. あっちの岩山の上で “Là-haut, sur le rocher”
オーヴェルニュ高地の民謡。
4. おお、ロバにまぐさをおやり “Hé! beyla-z-y dau fé! (Hé! donne-lui du foin!)”
オーヴェルニュ低地のブーレー。
5. 羊飼い娘よ、もしおまえが愛してくれたら “Postouro, se tu m'aymo (Bergère si tu m'aimes)”
オーヴェルニュ高地の紡ぎ歌。
6. お行き、犬よ、お行き “Tè, l'co tè (Va, l'chien, va!)”
オーヴェルニュ高地の牧場の歌。
7. 一人のきれいな羊飼い娘 “Uno jionto postouro (Une jolie bergère)”
オーヴェルニュ高地で歌われるリグレ（ミュゼット風のアリア）。
8. みんながよく言ったもの “Lou diziou bé (On dirait bien)”
オーヴェルニュ高地のブーレー。

## 主な録音
| 年          | 独唱                             | 指揮者 管弦楽団および合唱団                                                      | レーベル                                             |
| ----------- | -------------------------------- | -------------------------------------------------------------------------------- | ---------------------------------------------------- |
| 1963        | ネタニア・ダヴラツ               | ピエール・ド・ラ・ローシュ 管弦楽団                                              | CD: Vanguard Classic ASIN: B075SZ2VTG 全曲           |
| 1964        | アンナ・モッフォ                 | レオポルド・ストコフスキー アメリカ交響楽団                                      | CD: SONY ASIN: B005IAQHP4 7曲の選集                  |
| 1969        | ビクトリア・デ・ロス・アンヘレス | ジャン・ピエール・ジャキャ （英語） ラムルー管弦楽団                             | CD: EMI ASIN: B00005GIO7 24曲収録                    |
| 1982、 1985 | フレデリカ・フォン・シュターデ   | アントニオ・デ・アルメイダ ロイヤル・フィルハーモニー管弦楽団                    | CD: SONY ASIN: B00000DSED 21曲の選集                 |
| 1982 ~1984  | キリ・テ・カナワ                 | ジェフリー・テイト イギリス室内管弦楽団                                          | CD: Decca ASIN: B00005FL25 全曲                      |
| 1985        | ジル・ゴメズ                     | ヴァーノン・ハンドリー ロイヤル・リヴァプール・フィルハーモニー管弦楽団          | CD: Classics for Pleasur ASIN: B000003X82 17曲の選集 |
| 1986 ~1987  | マーヴィス・マルティン           | ジャン＝ジャック・カントロフ オーヴェルニュ室内管弦楽団 室内オーケストラ用編曲版 | CD: 日本コロムビア ASIN: B00ANDVNIW 15曲の選集       |
| 1987        | アーリーン・オジェー             | ヤン・パスカル・トルトゥリエ イギリス室内管弦楽団                                | CD: Virsin Classics ASIN: B00000DP3P 16曲の選集      |
| 1994 1996   | ドーン・アップショウ             | ケント・ナガノ リヨン歌劇場管弦楽団                                              | CD: ERATO ASIN: B001QTMSXG 全曲                      |
| 1997        | マリア・バーヨ                   | ヴィクトル・パブロ・ペレス テネリフェ交響楽団                                    | CD: Valois ASIN: B0000DET79 12曲の選集               |
| 2002        | カリナ・ゴーヴァン               | ラフィ・アルメニアン カナディアン・チェンバー・オーケストラ                      | CD: CBC ASIN: B01G4DNL6G 21曲の選集                  |
| 2006        | サラ・マクリヴァー               | ブレット・ケリー クイーンズランド交響楽団                                        | CD:ABC ASIN: B01G8SECJC 25曲の選集                   |
| 2004 2007   | ヴェロニク・ジャンス             | ジャン＝クロード・カサドシュ（第1集） セルジュ・ボド（第2集） リール国立管弦楽団 | CD: Naxos ASIN: B07MWR2Y8M ASIN: B001300178 全曲     |

《オーヴェルニュの歌》は標準的なレパートリーに定着しており、多くの女性歌手が録音してきた。BBCラジオ3は、ドーン・アップショーが録音したエラート盤を推薦している。